# Publio Pinario Mamercino Rufo
Publio Pinario Mamercino Rufo, in latino Publius Pinarius Mamercinus Rufus (fl. V secolo a.C.), è stato un politico romano del V secolo a.C.

## Biografia
Publio Pinario apparteneva alla Gens Pinaria, una delle gens patrizie dell'antica Roma i cui membri conosciuti sono vissuti nel primo periodo della Repubblica romana. Fu nominato console nel 489 a.C. collega di Gaio Giulio Iullo; fu il primo membro della sua gens a ricoprire tale incarico.
I due consoli furono indotti con l'inganno, a credere che i Volsci, progettassero di attaccare Roma, mentre vi erano inviati per attendere ai giochi. I Consoli convinsero i Senatori a cacciare dalla città tutti i Volsci, aumentando il risentimento di questi nei confronti di Roma.
E alla fine, nel corso del consolato, i Volsci, comandati da Attio Tullio e da Coriolano, dichiarano guerra a Roma, lasciando ai due consoli il compito di arruolare un esercito romano, che avrebbero lasciato al comando dei due consoli eletti per l'anno successivo.
L'anno successivo fu uno dei cinque ex-consoli inviati dal Senato al campo dei Volsci ad intercedere con Coriolano, quando questo stava avanzando contro Roma